# Universidade Cruzeiro do Sul
A Universidade Cruzeiro do Sul é uma instituição de ensino superior no Brasil fundada em 1972. Foi considerada em 2012 uma das três melhores universidades privadas de São Paulo.

## Histórico
Em 2012 o grupo Cruzeiro do Sul Educacional, através de um aporte financeiro de um grupo estrangeiro chamado Actis, adquiriu o controle da Universidade Cidade de São Paulo por R$180 milhões. O grupo iniciou o processo de fusão das atividades das mesmas. Em maio de 2013, o grupo anunciou a compra da Universidade de Franca e do Colégio Alto Padrão, ambos situados na cidade Franca, no interior de São Paulo. Embora não tenha sido divulgado o valor da transação, estima-se que tenha atingido os R$120 milhões. Com essa aquisição, a Cruzeiro do Sul tornou-se o quinto maior grupo educacional do Brasil, ultrapassando a marca dos 75 mil alunos.
Em 26 de novembro de 2015, o grupo anunciou a compra de três instituições de ensino localizadas em Salto e Itu. O CEUNSP - Centro Universitário Nossa Senhora do Patrocínio (Salto e Itu) e o Colégio Objetivo foram adquiridos por mais R$ 100 milhões.
No início de 2018 houve a aquisição da Faculdade da Serra Gaúcha (FSG), com campus em Caxias do Sul e Bento Gonçalves, e da Faculdade Cesuca, em Cachoeirinha, todas no Rio Grande do Sul.
Em junho de 2018 adquiriu o controle majoritário do Unipê, maior universidade particular da Paraíba, localizada em João Pessoa, inaugurando sua entrada na região nordeste.
Em 2017, o Fundo Soberano de Cingapura (GIC) adquiriu os 37% que a gestora britânica Actis tinha da Cruzeiro do Sul.

## Instituições integrantes atuais
- Universidade Cruzeiro do Sul (campi em São Paulo, São Paulo, e Guarulhos, São Paulo);
- Universidade Cidade de São Paulo - UNICID (São Paulo, São Paulo);
- Centro Universitário do Distrito Federal - UDF (Brasília, Distrito Federal);
- Universidade de Franca - UNIFRAN (Franca, São Paulo);
- Centro Universitário Nossa Senhora do Patrocínio - CEUNSP (campi em Itu, São Paulo, e Salto, São Paulo);
- Centro Universitário Módulo (Caraguatatuba, São Paulo);
- Centro Universitário Cesuca (Cachoeirinha, Rio Grande do Sul);
- Centro Universitário Caxias do Sul - FSG (Caxias do Sul, Rio Grande do Sul);
- Centro Universitário de João Pessoa - UNIPÊ (João Pessoa, Paraíba);
- Centro Universitário Braz Cubas (Mogi das Cruzes, São Paulo);
- Universidade Positivo (Curitiba, Paraná).

### Instituições integrantes extintas
- Faculdade São Sebastião - FASS (São Sebastião, São Paulo), encerrada em 2024.[10]

## Campus Anália Franco

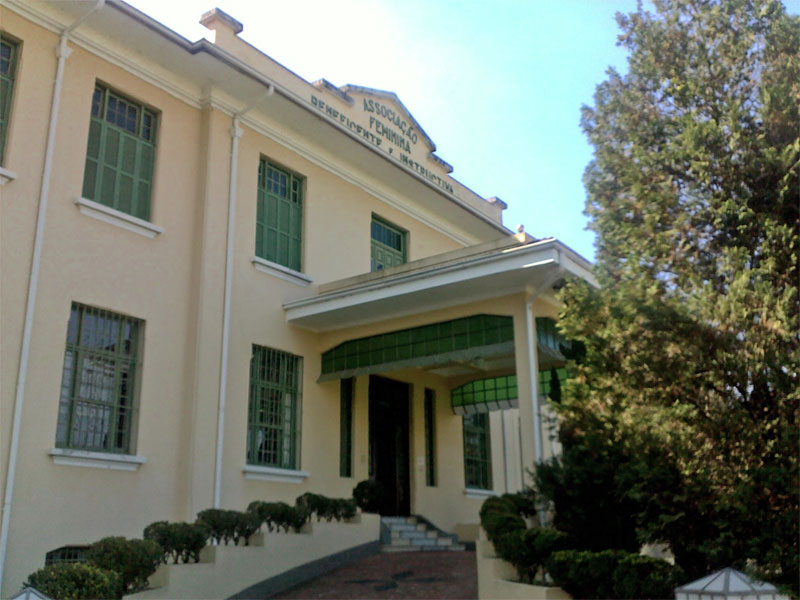
Prédio tombado pelo Instituto do Patrimônio Histórico e Artístico Nacional.
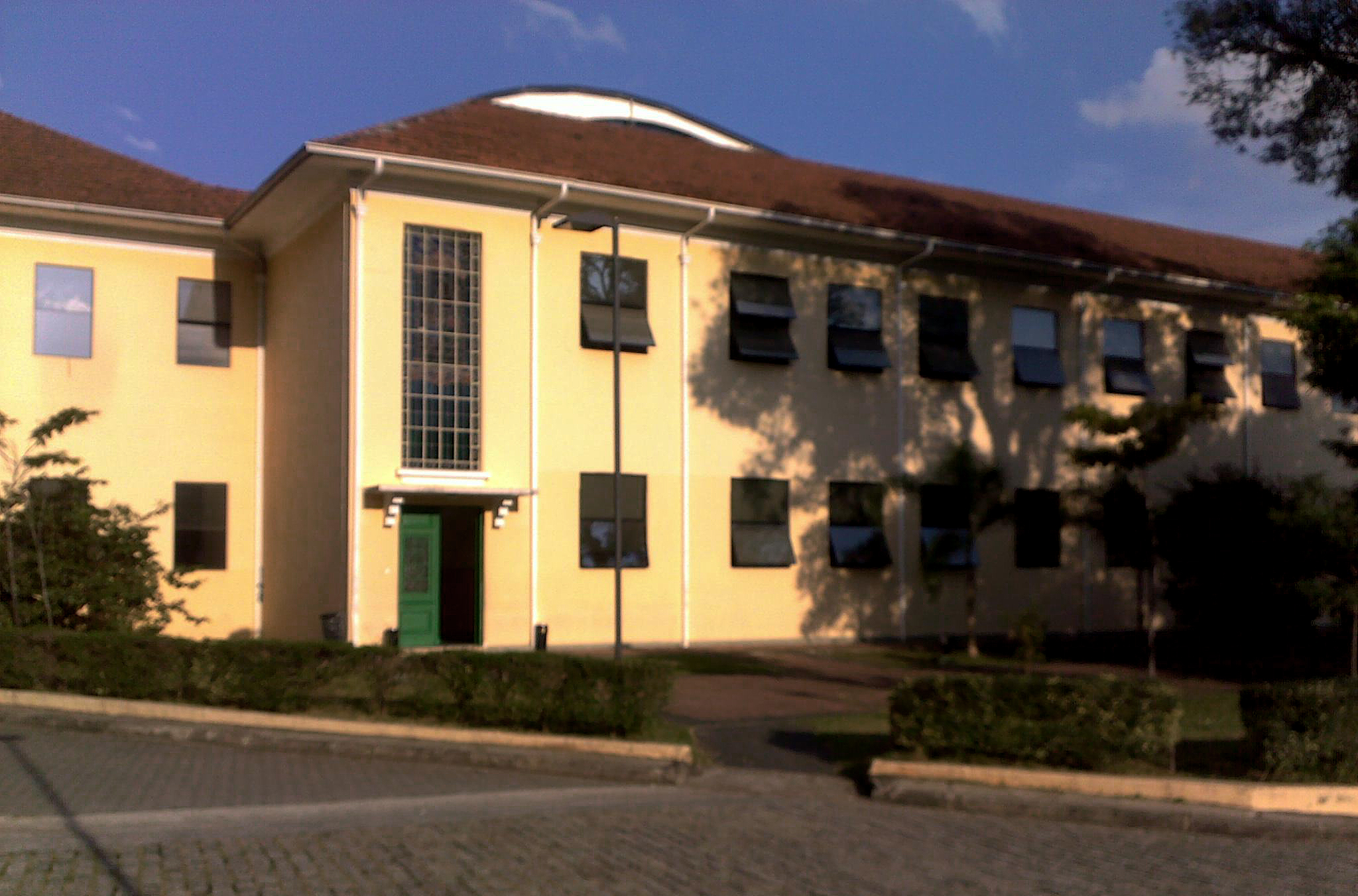
Lateral do prédio histórico.
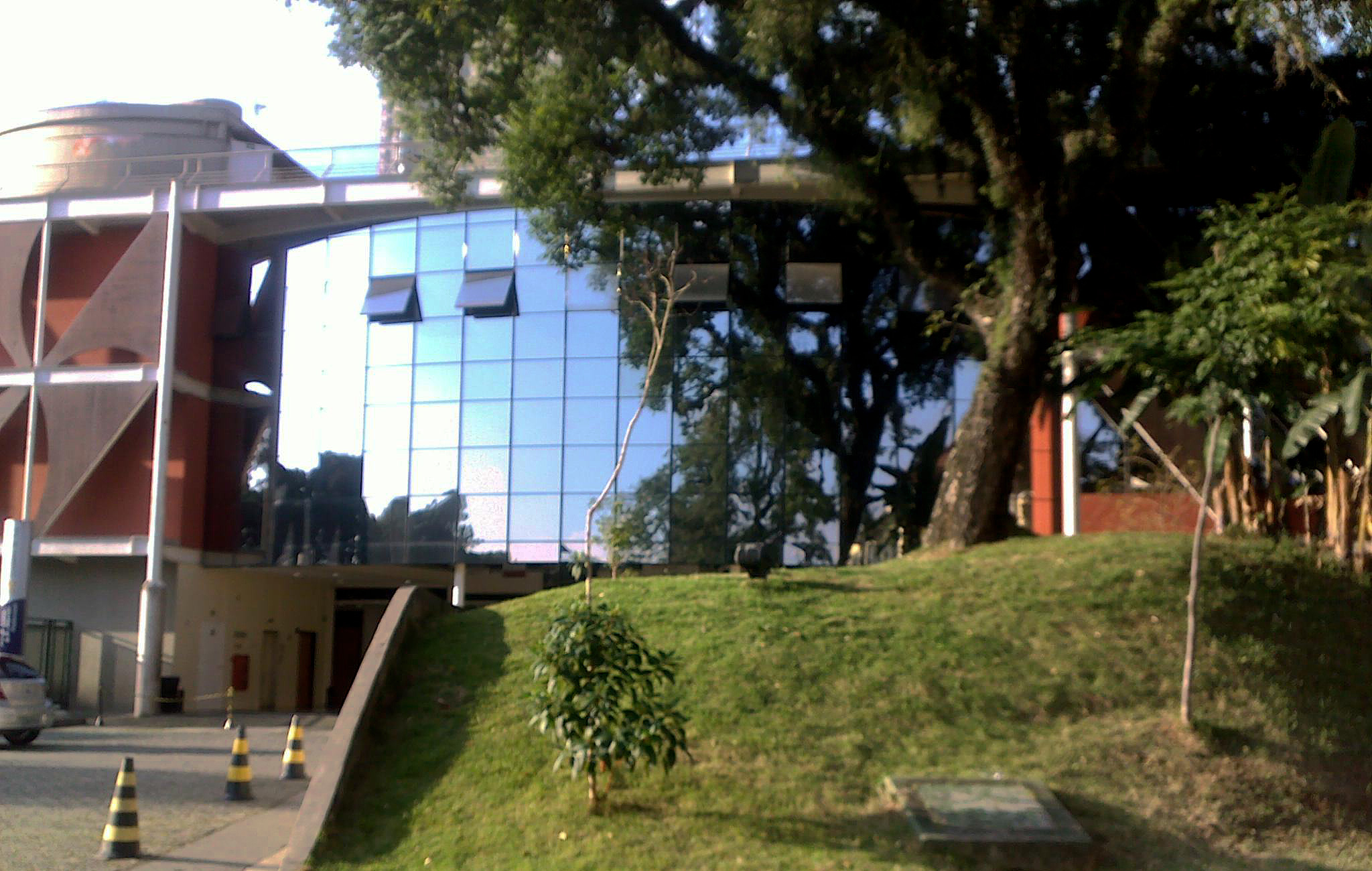
Prédio novo do Campus Anália Franc